# Sami Hyypiä
Sami Tuomas Hyypiä (ur. 7 października 1973 w Porvoo) – fiński piłkarz, a następnie trener. Występował na pozycji obrońcy (stopera); wielokrotny reprezentant Finlandii; były trener Bayeru 04 Leverkusen.

## Życiorys
Jego rodzice, Jouko i Irma, również byli piłkarzami. W młodości trenował również hokej na lodzie. W wieku 5 lat rozpoczął karierę w klubie Voikkaan Pallo-Peikot, do którego zapisał go ojciec. W wieku 15 lat trafił do Kuusankosken Kumu, a w 1992 roku do Myllykosken Pallo -47, z którym w tymże roku zdobył Puchar Finlandii. W 1995 powtórzył ten sukces dzięki strzeleniu zwycięskiego gola w finale pucharu i w tym samym roku przeszedł do holenderskiego klubu Willem II. W 1999 przeniósł się do Liverpoolu. W barwach The Reds stanowił najlepszą obronę w Premier League w sezonie 1999/2000. Ówczesny szkoleniowiec Gérard Houllier mianował go kapitanem pod nieobecność kontuzjowanych Jamiego Redknappa i Robbiego Fowlera.
W sezonie 1999/2000 został nominowany do nagrody gracza roku. Rok później, w sezonie 2000/2001, został wybrany najlepszym obrońcą Premier League. Przez cały ten sezon nie otrzymał żadnej żółtej ani czerwonej kartki. W 2005 roku wygrał z Liverpoolem Ligę Mistrzów.
W maju 2009 dwuletnią umowę z Bayerem 04 Leverkusen, do którego dołączył po zakończeniu sezonu 2009/2010.
Zakończył karierę po sezonie 2010/2011. Po zakończeniu kariery został trenerem. W 2011 był asystentem selekcjonera reprezentacji Finlandii, natomiast w kwietniu 2012 został tymczasowym trenerem Bayeru Leverkusen, jednakże po miesiącu podpisał stały kontrakt. W czerwcu 2014 został szkoleniowcem Brighton & Hove Albion, jednakże w grudniu tegoż roku zrezygnował z posady. W sierpniu 2015 podpisał dwuletni kontrakt trenerski z FC Zürich.
W czerwcu 2007 poślubił Susannę Rissanen. Mają dwóch synów: Rico Nestora i Caspra Erica.